# Репрезентација Финске у хокеју на леду
Хокејашка репрезентација Финске је хокејашки тим Финске и под контролом је Хокејашког савеза Финске. Репрезентација се међународно такмичи од 1928. године. Највећи успеси су им у златна медаља на Зимским олимпијским играма 2022. године и четити златне медаље на Светским првенствима.
Премијерну утакмицу Финска је одиграла у Хелсинкију против Шведске, 29. јануара 1928. године и изгубила је 8:1. Најтежи пораз Финска је доживела од Канаде 1947. године резултатом 24:0. Највећу победу остварили су против Норвешке 1994. године када су победили резултатом 20:1.
Највише наступа имао је Раимо Хелминен који је одиграо 331 меч за репрезентацију. Исти играч био је и најефикаснији са укупно 207 поена.

## Историја
Први наступ Финске на елитном такмичењу у хокеју на леду био је на Светском првенству 1939. године у Швајцарској. Резултат је био подела последњег места са Југославијом. Десет година касније, Финска је учествовала на Светском првенству 1949. године у Шведској. Финци су завршили на 7. месту. Први наступ Финске на Зимским олимпијским играма био је 1952. године у Ослу.
На Светском првенству 1974. године двојица играча су суспендована због допинга. То су били Швеђанин Улф Нилсон и Финац Стиг Вецел, који су пали на тесту на забрањену супстанцу ефедрин. Оба играча су суспендована до краја турнира. Нилсон је пао на тесту након утакмице Шведске против Пољске, коју је Шведска добила резултатом 4:1. Утакмица је додељена Пољској службеним резултатом 5:0. Фински играч Вецел пао је на тесту након утакмице Финске против Чехословачке, коју је Финска добила резултатом 5:2, па је утакмица додељена Чехословачкој службеним резултатом 5:0. Финци су успели поново да победе Чехословачку последњег дана турнира, што би им донело прву медаљу у историји, да нису изгубили бодове због изгубљене победе у поништеном мечу.
Финска је била веома близу освајања своје прве медаље у историји на Светском првенству 1986. године, када је водила са 4:2 у последњем минуту меча у рунди за медаљу против Шведске. Међутим, у последњем минуту утакмице Андерс Карлсон је прво смањио предност Финске на један гол, а затим изједначио резултат уз помоћ грешке финских играча. Меч је на крају завршен 4:4, што је значило да је Финска завршила турнир на четвртом месту.
На Светском првенству 1992. године, успех Финске и освајање сребрне медаље изненадили су многе Финце, јер тим није био високо оцењен због неискуства и недостатка успеха на Зимским олимпијским играма у Албервилу исте године. Освојена медаља била је прва светска медаља за Финску и друга вредна медаља у историји након изненађујућег сребра на Зимским олимпијским играма 1988. године у Калгарију, где је Финска победила СССР.
Прву златну медаљу освојила је на Светском првенству 1995. године. Финци су стигли до финала убедљивом победом од 5:0 над Француском у четвртфиналу и тријумфом од 3:0 над Чешком у полуфиналу. У финалу, Финска се суочила са својим ривалима у хокеју и домаћинима турнира, Шведском. Леви крилни нападач Виле Пелтонен постигао је  хет-трик, а затим асистирао код гола Тима Јутиле, чиме је Финска стекла предност од 4:0, на путу до коначне победе резултатом 4:1.
На Олимпијском турниру 1998. године, тим Финске освојио је бронзану медаљу након победе над репрезентацијом Канаде резултатом 3:2. Тему Селане био је најбољи стрелац турнира са 4 постигнута гола и водећи укупним бројем поена. Овај турнир је био први на коме су играчи из Националне хокејашке лиге (НХЛ) добили дозволу да учествују, што је омогућило националним тимовима да буду састављени од најбољих доступних играча из сваке земље. Због тога је Олимпијски турнир 1998. године постао познат као „Турнир века“.
На Зимским олимпијским играма 2006. године, Финска је освојила сребрну медаљу, поразом од Шведске резултатом 3:2. Голман Финске, Антеро Нитимјаки, проглашен је за најкориснијег играча турнира након што је током целог турнира примио само осам голова. Тему Селане је изабран за најбољег нападача. Формат турнира је промењен у односу на Олимпијске игре 1998. и 2002. године, вративши се на формат сличан оном са игара 1992. и 1994. године. Број тимова смањен је са 14 на 12. На Светском првенству 2006. године, Финска је освојила треће место након победе у мечу за бронзану медаљу против Канаде. Петери Нумелин је изабран у медијски Ол-Стар тим турнира.
На Светском првенству 2007. године, Финска је изгубила финале од Канаде 2:4. Кари Лехтонен је проглашен за најбољег голмана турнира. Следеће године, Финска је освојила треће место након што је у мечу за бронзану медаљу победила Шведску резултатом 4:0.
На Зимским олимпијским играма 2010. године, Финска је поново освојила бронзу, победивши Словачку резултатом 5:3. Током турнира, Тему Селане је постао водећи играч свих времена по броју поена на Олимпијским играма. Остварио је асистенцију у својој другој утакмици на турниру, достигавши укупно 37 поена у каријери, чиме је надмашио Валерија Харламова из Совјетског Савеза, Властимила Бубњика из Чехословачке и Харија Вотсона из Канаде.
Светско првенство 2011. одржано је у Словачкој у градовима Братислава и Кошице. Финска је освојила другу златну медаљу када је у финалу победила Шведску са 6:1. Јарко Имонен из финског тима био је водећи играч турнира по броју голова (9) и укупних поена (12) 
Финска је своју трећу титулу светског првака освојила 2019. победом у финалу над Канадом резултатом 3:1. Након што је турнир 2020. године био отказан, Финска је стигла до финала на првенству 2021. године, али је у продужетку изгубила од Канаде.
На Зимским олимпијским играма 2022. године, Финска је први пут у историји освојила златну медаљу , завршивши турнир без пораза и победивши Русију у финалу. Ова победа омогућила је Финској да се први пут у историји попне на прво место ИИХФ светске ранг-листе.
У мају 2022. године, Финска је освојила своју четврту титулу светског првака, победивши Канаду у продужетку након изузетно напете утакмице. Ово је било треће узастопно финале између Канаде и Финске, а први пут да је Финска освојила медаљу на домаћем терену.

## Резултати

### Олимпијске игре
- 1952 − 7. место
- 1956 − нису учествовали
- 1960 − 7. место
- 1964 − 6. место
- 1968 − 5. место
- 1972 − 5. место
- 1976 − 4. место
- 1980 − 4. место
- 1984 − 6. место
- 1988 − 2. место
- 1992 − 7. место
- 1994 − 3. место
- 1998 − 3. место
- 2002 − 6. место
- 2006 − 2. место
- 2010 − 3. место
- 2014 − 3. место
- 2018 − 6. место
- 2022 − 1. место
- 2026 − Квалификовали се

### Светско првенство
| - 1939 − 14. место - 1949 − 7. место - 1950 − нису учествовали - 1951 − 7. место - 1953 − нису учествовали - 1954 − 6. место - 1955 − 9. место - 1957 − 5. место - 1958 − 6. место - 1959 − 6. место - 1961 − 7. место - 1962 − 4. место - 1963 − 5. место - 1965 − 7. место - 1966 − 7. место - 1967 − 6. место - 1969 − 5. место - 1970 − 4. место - 1971 − 4. место - 1972 − 4. место - 1973 − 4. место - 1974 − 4. место - 1975 − 4. место - 1976 − 5. место | - 1977 − 5. место - 1978 − 7. место - 1979 − 5. место - 1981 − 6. место - 1982 − 5. место - 1983 − 7. место - 1985 − 5. место - 1986 − 4. место - 1987 − 5. место - 1989 − 5. место - 1990 − 6. место - 1991 − 5. место - 1992 − 2. место - 1993 − 7. место - 1994 − 2. место - 1995 − 1. место - 1996 − 5. место - 1997 − 5. место - 1998 − 2. место - 1999 − 2. место - 2000 − 2. место - 2001 − 2. место - 2002 − 4. место - 2003 − 5. место | - 2004 − 6. место - 2005 − 7. место - 2006 − 3. место - 2007 − 2. место - 2008 − 3. место - 2009 − 5. место - 2010 − 6. место - 2011 − 1. место - 2012 − 4. место - 2013 − 4. место - 2014 − 2. место - 2015 − 6. место - 2016 − 2. место - 2017 − 4. место - 2018 − 5. место - 2019 − 1. место - 2020. − Отказано због Пандемије ковида 19 - 2021 − 2. место - 2022 − 1. место - 2023 − 7. место - 2024 − 8. место - 2025 − 7. место |